# Hagfors kyrka
Hagfors kyrka är en kyrkobyggnad i Hagfors-Gustav Adolfs församling i Karlstads stift. Kyrkan ligger centralt i orten Hagfors i Hagfors kommun.

## Kyrkobyggnaden
Kyrkan byggdes 1903-1904 efter ritningar av arkitekten Fritz Eckert i nationalromantisk stil. Den uppfördes av Uddeholmsbolaget och var i dess ägo fram till 1936, fram till den första restaurationen. Då överläts den till Hagfors kapellförsamling. 1936 restaurerades kyrkan i funktionalistisk anda av arkitekten Einar Lundberg. 1984 restaurerades kyrkan igen under ledning av arkitekten Jerk Alton. Strävan var att återställa kyrkans ursprungliga karaktär. 
Träkyrkan består av ett rektangulärt långhus med kor i öster som är smalare och lägre än långhuset. Vid långhusets nordvästra sida finns ett kyrktorn. Norr om koret finns en vidbyggd sakristia. Ytterväggarna är klädda med rödmålad liggande fasspontpanel. Långhusets sadeltak är belagt med svart skivplåt, medan korets sadeltak är belagt med skiffer. Kyrkobyggnaden vilar på en sockel av huggen natursten.
Kyrkorummet täcks av ett spetsbågevalv med takfönster i samma höjd som takfoten. Golvet är belagt med oljade brädor, medan väggarna är klädda med skivor i beige-aprikos färg. En valvbåge skiljer av koret från övriga kyrkorummet. Valvbågens tavelsvit har som motiv "Pilgrimsvandring" och är målad 1980 av syster Marianne Nordström i Alsike kloster. De gamla pilgrimslederna mot Nidarosdomen och Olav den heliges grav gick ju längs Klarälven.

## Inventarier
- I korets södra del finns en dopfunt av trä från 1904.
- Vid korets norra sida finns en fristående predikstol med en lökformad rödmarmorerad fot och åttasidig korg. Ovanför predikstolen finns ett åttakantigt ljudtak.
- Altartavlan är en oljemålning av Torsten Nordberg som tillkom vid restaureringen 1936. Tavlan föreställer Emmausvandrarnas brödgemenskap med den uppståndne Kristus (Lukas 24:13-35).
- I korets valvbåge hänger ett triumfkrucifix tillverkat 1984 av Eva Spångberg.

### Orgel
- 1918 byggde E A Setterquist och Son en orgel med 18 stämmor.
- 1946 byggde Olof Hammarberg en orgel med 36 stämmor.

Den nuvarande orgeln är byggd 1975 av A Magnussons orgelbyggeri i Mölnlycke. Orgeln är mekanisk.
| Huvudverk I        | Svällverk II    | Pedal              | Koppel |
| Principal 8’       | Gedackt 8’      | Subbas 16’         | I/P    |
| Rörflöjt 8’        | Spetsgamba 8’   | Principal 8’       | II/P   |
| Oktava 4’          | Voix céleste 8’ | Gedackt 8'         | II/I   |
| Koppelflöjt 4’     | Principal 4’    | Oktava 4'          |        |
| Spetskvinta 2 2⁄3’ | Gedacktflöjt 4' | Rörflöjt 4'        |        |
| Oktava 2’          | Oktava 2'       | Rauschkvint 3-4 ch |        |
| Mixtur 4 ch        | Nasat 1 1⁄3'    | Fagott 16'         |        |
| Trumpet 8'         | Scharf 3 ch     | Trumpet 4'         |        |
|                    | Vox humana 8'   |                    |        |
|                    | Tremulant       |                    |        |

### Fotnoter
1. ↑  ”Hagfors kyrka”. Visit Hagfors. Arkiverad från originalet den 15 oktober 2017. https://web.archive.org/web/20171015201811/http://www.visithagfors.se/sv/gora/hagfors-kyrka-29228. Läst 15 oktober 2017.